# Płociczno-Tartak
Płociczno-Tartak est un village polonais du district administratif de Suwałki, dans le powiat de Suwałki, voïvodie de Podlachie, au nord-est du pays. 